# Luther Head
Luther Head (26 de noviembre de 1982, en Chicago, Illinois) es un exjugador de baloncesto estadounidense que disputó 6 temporadas en la NBA. Mide 1,91 metros y su posición natural es la de base.

## Trayectoria deportiva

### Profesional
Seleccionado por Houston Rockets en la vigésimo cuarta posición de la 1,ª ronda en el draft de 2005 procedente de la Universidad de Illinois. 
[actualizar]
El 17 de septiembre de 2009 fichó por Indiana Pacers.
[actualizar]

## Estadísticas de su carrera en la NBA

### Temporada regular
| Año     | Equipo     | PJ  | PT | MPP  | %TC  | %3P  | %TL   | RPP | APP | ROB | TPP | PPP  |
| ------- | ---------- | --- | -- | ---- | ---- | ---- | ----- | --- | --- | --- | --- | ---- |
| 2005–06 | Houston    | 80  | 27 | 28.9 | .403 | .361 | .699  | 3.3 | 2.7 | 1.1 | .1  | 8.8  |
| 2006–07 | Houston    | 80  | 10 | 27.6 | .437 | .441 | .790  | 3.2 | 2.4 | .9  | .1  | 10.9 |
| 2007–08 | Houston    | 73  | 17 | 18.9 | .432 | .351 | .815  | 1.8 | 1.9 | .6  | .1  | 7.6  |
| 2008–09 | Houston    | 22  | 4  | 14.6 | .386 | .368 | .875  | 1.2 | 1.6 | .3  | .1  | 4.8  |
| 2008–09 | Miami      | 10  | 0  | 17.6 | .372 | .375 | .625  | 2.5 | 2.3 | 1.1 | .1  | 4.3  |
| 2009-10 | Indiana    | 47  | 10 | 17.3 | .437 | .352 | .828  | 1.7 | 1.5 | .4  | .2  | 7.6  |
| 2010-11 | Sacramento | 36  | 14 | 16.3 | .415 | .391 | .780  | 1.7 | 1.9 | .3  | .3  | 5.6  |
| Total   | Total      | 348 | 82 | 22.4 | .423 | .388 | ..773 | 2.4 | 2.1 | .7  | .1  | 8.2  |

### Playoffs
| Año   | Equipo  | PJ | PT | MPP  | %TC  | %3P  | %TL   | RPP | APP | ROB | TPP | PPP |
| ----- | ------- | -- | -- | ---- | ---- | ---- | ----- | --- | --- | --- | --- | --- |
| 2007  | Houston | 7  | 0  | 20.1 | .306 | .261 | .500  | 2.7 | 1.1 | .4  | .3  | 4.6 |
| 2008  | Houston | 5  | 0  | 8.8  | .071 | .000 | 1.000 | .4  | .8  | .4  | .2  | .8  |
| Total | Total   | 12 | 0  | 15.5 | .240 | .207 | .600  | 1.8 | 1.0 | .4  | .2  | 3.0 |